# Inside Story (album Lalaine)
Inside Story – debiutancki album amerykańskiej piosenkarki i aktorki Lalaine. Został wydany 8 lipca 2003 roku.
Jest to poprockowy album zawierający mocniejsze kawałki, ale też i wolne ballady takie jak "Save Myself" albo "True to Me".

## Lista piosenek
1. "We Had Something" – 3:48
2. "All Fall Down" – 3:25
3. "Save Myself" – 4:08
4. "You Wish" – 3:30
5. "Can't Stop" – 2:58
6. "You Know How to Hurt a Girl" – 3:57
7. "True to Me" – 4:42
8. "Shake What You Got" – 3:16
9. "Running in Circles" – 3:58
10. "If You Wanna Rock" – 3:37
11. "Life Is Good" – 4:54

## Single
- You Wish (2003)